# Elin Sandgren
Elin Cecilia Sandgren, född 20 oktober 1987 i Norrstrands församling, Karlstad, är en svensk bandy- och fotbollsspelare, mittfältare. Hon har tidigare spelat bandy, senast för Kareby IS, men fokuserar numer på fotboll i Jitex BK. 
År 2002 belönades Elin Sandgren som bandyjunior med stipendiat till Esse Olssons minne. År 2005 belönades Elin Sandgren som fotbollsspelare med stipendiat ur Boo Backlunds Minnesfond.

## Fotbollsklubbar
- Kungsbacka (2014-2015)
- Jitex BK, (mars 2009-2013)
- Vanguard Lions (USA), (hösten-2008)[4]
- Mallbackens IF, (2008)
- QBIK, (2004-2007)[5][6]
- Norrstrands IF (moderklubb)

## Bandyklubbar
- Kareby IS, (hösten-2009 -- dec-2012)[7][8]
- Västerstrands AIK, (hösten-2002 -, hösten-2005 -- våren-2009)
- Boltic, (moderklubb)

## Fotbollsmeriter
- 12 st F19-landskamper
- 1 st F19 EM-slutspel
- 10 st F17-landskamper

Källa (2011-02-16): http://www.efd.nu/default.asp?page=99&forening=jitex

## Bandymeriter
- SM-Guld 2015
- SM-Guld 2011[9]
- VM-Guld 2008 i Borlänge, Sverige[10]
- VM-Guld 2007 i Budapest, Ungern[11]
- VM-Guld 2006 i Roseville, Minnesota, USA[12]
- SM-Guld 2002
- 23 st A-landskamper[13]